# Farah Khan
Pour les articles homonymes, voir Khan (homonymie).
Farah Khan née le 9 janvier 1965 est la principale chorégraphe des films indiens de l'industrie filmographique de Mumbai (Bollywood) et de l'artiste Shakira. Son frère, Sajid Khan, est réalisateur. Elle est mariée au monteur et réalisateur Shirish Kunder.
Elle est aussi la réalisatrice à succès de Main Hoon Na (2004) et de Om Shanti Om (2007) tous deux avec Shahrukh Khan dans les rôles titres. En 2010, elle tourne Tees Maar Khan avec Katrina Kaif et Akshay Kumar.
En 2013, elle tourne Happy New Year, prévu pour 2014, entouré à nouveau de Shahrukh Khan et Deepika Padukone ainsi qu'Abhishek Bachchan, Boman Irani et Sonu Sood.

## Filmographie
Réalisatrice
- 2004 : Main Hoon Na
- 2007 : Om Shanti Om
- 2010 : Tees Maar Khan
- 2014 : Happy New Year

Productrice
- 2010 : Tees Maar Khan
- 2012 : Joker
- 2014 : Happy New Year

Scénariste
- 2004 : Main Hoon Na
- 2007 : Om Shanti Om

## Récompenses
Farah Khan a reçu de nombreux prix pour son travail de chorégraphe.
Filmfare Awards
- 1998 : Meilleure chorégraphie
- 1999 : Meilleure chorégraphie
- 2001 : Meilleure chorégraphie
- 2002 : Meilleure chorégraphie
- 2004 : Meilleure chorégraphie

- 2011 : Meilleure chorégraphie

National Film Awards
- 2004 : Meilleure chorégraphie - Idhar Chala Main Udhar Chala (Koi Mil Gaya)

Awards of the International Indian Film Academy
- 2001 : Meilleure chorégraphie
- 2002 : Meilleure chorégraphie
- 2004 : Meilleure chorégraphie
- 2005 : Meilleure chorégraphie
- 2009 : Meilleure chorégraphie
- 2011 : Meilleure chorégraphie

Star Screen Awards
- 2001 : Meilleure chorégraphie pour Ek Pal Ka Jeena
- 2002 : Meilleure chorégraphie pour Woh Ladki Hain Kahan
- 2004 : Meilleure chorégraphie pour Idar Chala Mein Udar Chala
- 2005 : Meilleur Début de Réalisatrice
- 2008 : Meilleure chorégraphie pour Deewangi Deewangi
- 2011 : Meilleure chorégraphie pour Munni Badnaam Hui

Zee Cine Awards
- 2005 : Meilleur Début de Réalisatrice
- 2011 : Meilleur Chorégraphe  - Sheila Ki Jawani (Tees Maar Khan)

Stardust Awards
- 2013 : Meilleure actrice pour Shirin Farhad Ki Toh Nikal Padi

The Global Indian Film and TV Honours
- 2011 : Meilleur Chorégraphe pour Munni Badnaam Hui
- 2011 : Meilleur Chorégraphe pour Sheila Ki Jawani
- 2012 : Meilleur Chorégraphe pour Ja Chudail (Delhi Belly)